# 末松壽
末松壽（末松寿、すえまつ ひさし、1939年9月2日- ）は、日本のフランス文学者、九州大学名誉教授。

## 略歴
福岡県出身。九州大学文学部仏文科卒、同大学院修士課程修了、パリ大学で博士号取得。西南学院大学講師、助教授、山口大学助教授、教授をへて、1993年九州大学文学部教授、2003年定年退職、名誉教授。

## 著書
- 末松壽『『パンセ』における声 : 登場人物はいかにして生まれるかもしくは《不純》理性言説批判への序説』九州大学出版会、1990年。ISBN 4873782368。国立国会図書館書誌ID:000002048328。
- 末松壽『メリメの『カルメン』はどのように作られているか : 脱神話のための試論』九州大学出版会、2003年。ISBN 4873787777。国立国会図書館書誌ID:000004116699。

### 翻訳
- アンドレ・マソン『寓意の図像学』白水社 (文庫クセジュ) 1977
- ロベール・エスカルピ『文字とコミュニケーション』白水社 (文庫クセジュ 1988
- ヴィクトール・セガレン『記憶なき人々』国書刊行会 2000
- ジャン=ミシェル・アダン『物語論 プロップからエーコまで』佐藤正年共訳 白水社 (文庫クセジュ) 2004
- 『ベラン世界地理大系 9 西部・中部アフリカ』野澤秀樹共編訳 朝倉書店 2017
- ジャン・グロンダン『解釈学』佐藤正年共訳 白水社,文庫クセジュ 2018